# Personen der Bästlein-Jacob-Abshagen-Gruppe
Die Bästlein-Jacob-Abshagen-Gruppe war die größte organisierte Hamburger Widerstandsgruppe gegen den Nationalsozialismus und bestand von 1940 bis 1945. Sie umfasste etwa 300 Mitglieder in 30 Betrieben, 70 von ihnen wurden zwischen 1942 und 1945 ermordet. Diese Liste enthält Personen, deren Mitgliedschaft in der Gruppe durch die Literatur bekannt ist.

## A
- Robert Abshagen (12. Januar 1911 – 10. Juli 1944), Angestellter, Arthur Crone & Co.; nach Todesurteil des Volksgerichtshofs in Hamburg im Untersuchungsgefängnis hingerichtet (Stolperstein in der Wachtelstraße 4, Hamburg-Barmbek-Nord)
- Robert Anasch (22. Dezember 1907 – 15. April 1945), Werftarbeiter, Blohm & Voss; im Zuchthaus Bützow-Dreibergen umgekommen (Stolperstein in der Schenkendorfstraße 25, Hamburg-Uhlenhorst)

## B
- Heinrich Bachert (25. März 1909 – 23. April 1945), Schlosser, als Kommunist und „Halbjude“ im KZ Neuengamme ohne Urteil gehängt (Stolperstein in der Schenkendorfstraße 19, Hamburg-Uhlenhorst)
- Bernhard Bästlein (3. Dezember 1894 – 18. September 1944), Feinmechaniker, Boco; im Zuchthaus Brandenburg nach Todesurteil des Volksgerichtshofs Berlin hingerichtet (Stolperstein am Goldbekufer 19 in Hamburg-Winterhude)
- Erna Behling (5. Oktober 1884 – 21. April 1945), Krankenschwester, im KZ Neuengamme ohne Urteil gehängt (Stolperstein in der Löwenstraße 5 in Hamburg-Eimsbüttel)
- Otto Hermann Bergmann (8. September 1886 – 13. November 1944), Tischler, in Monakam / Schwarzwald an den Folgen der Haft gestorben (Stolperstein an der Sechslingspforte 4 Hamburg-St. Georg)
- Herbert Bittcher (6. Februar 1908 – 22. Januar 1944), Werkmeister, Phoenix Gummi Werke; Freitod im Zuchthaus Tegel nach Verkündung des Todesurteils (Stolperstein in der Wilstorfer Straße 4 vor dem Phoenixwerk in Hamburg-Harburg)
- Hermann Böse (4. Mai 1871 – 17. Juli 1943), Lehrer in Bremen, an den Folgen der Haft gestorben
- Walter Bohne (9. Januar 1903 – 5. Januar 1944), Schiffszimmerer, Peutewerft (Ottensener Eisenwerke); von der Gestapo bei der Festnahme erschossen (Stolperstein am Klosterstern 5, Hamburg-Harvestehude)
- Berthold Bormann (25. November 1904 – August 1943), Kraftfahrer, Freitod nach Haftbeurlaubung (Stolperstein am Reeseberg 90, Hamburg-Wilstorf)
- Hein Bretschneider (12. Dezember 1904 – 6. Juli 1944), Zimmermann, Arthur Crone & Co.; nach Todesurteil des Volksgerichtshofs Hamburg im Untersuchungsgefängnis hingerichtet
- Gustav Bruhn (16. März 1889 – 14. Februar 1944), im KZ Neuengamme auf Anweisung der Gestapo gehängt (Stolperstein in der Schellingstraße 16, Hamburg-Eilbek)

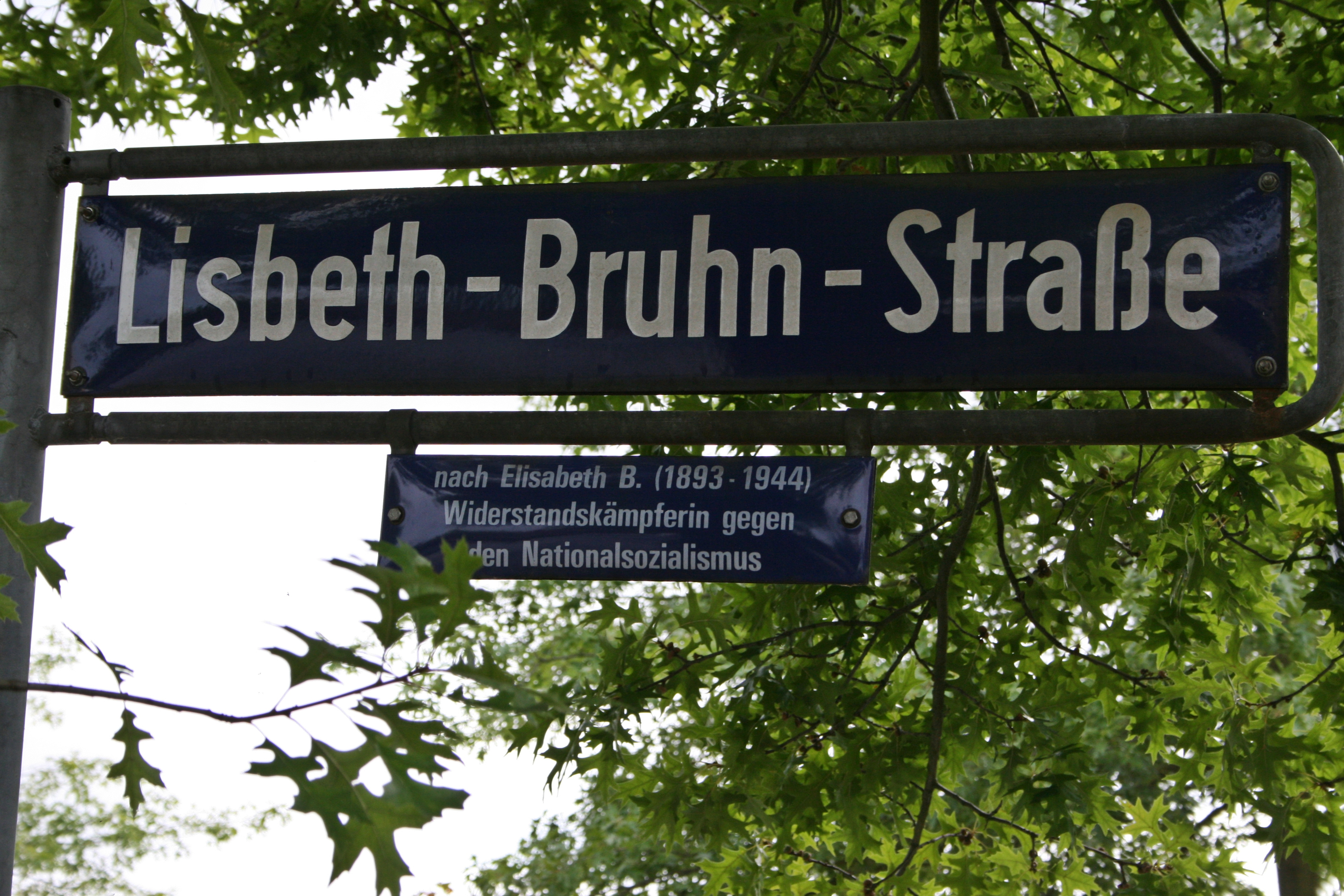
Lisbeth-Bruhn-Straße in Hamburg-Allermöhe

- Elisabeth Bruhn (26. Dezember 1894 – 14. Februar 1944), im KZ Neuengamme auf Anweisung der Gestapo gehängt (Stolperstein in der Schellingstraße 16, Hamburg-Eilbek und Bogenstraße 23, Hamburg-Eimsbüttel)

## C
- Hans Christoffers (24. September 1905 – 1. Januar 1942), Schiffszimmerer, Arthur Crone & Co.; Soldat; im Kriegsgefangenenlager Wietzendorf gestorben
- Hermann Cornelius (2. August 1898 – 25. Februar 1945), Maschinenschlosser, im Zuchthaus Celle an den Folgen der Misshandlungen durch die Gestapo gestorben

## D
- Karl Daunicht (18. Juli 1898 – 30. März 1945), Schiffszimmerer, Stülckenwerft; im Zuchthaus Celle umgekommen
- Leo Drabent (15. Juni 1899 – 20. November 1944), Maschinenschlosser, im Zuchthaus Brandenburg mit dem Fallbeil enthauptet
- Paul Dreibrodt (19. Juli 1905 – 28. Mai 1945), Zimmerer, im Zuchthaus Bützow-Dreibergen an den Folgen der Haft gestorben (Stolperstein in der Heinrich-Heine-Straße 30, Hamburg-Wilstorf)
- Klara Dworznik (24. Dezember 1910 – 1991), Näherin, gab Adolf Schröder (SPD) und Lisbeth Bruhn in der Bogenstraße in Hamburg eine illegale Unterkunft.

## E
- Erwin Ebhardt, wurde am 21. März 1944 im Zusammenhang einer Verhaftungswelle gegen die Etter-Rose-Hampel-Gruppe festgenommen[2]
- Erna Eifler (31. August 1908 – 6. Juni 1944), Stenotypistin, Fallschirmspringerin, ohne Urteil im KZ Ravensbrück erschossen
- Bruno Endrejat (19. Mai 1908 – 23. April 1945), Metallarbeiter, ohne Urteil im KZ Neuengamme gehängt (Stolperstein am Valentinskamp 42, Hamburg-Neustadt)

## F
- Katharina Fellendorf (7. November 1884 – 31. März 1944), Plätterin, im Strafgefängnis Berlin-Plötzensee hingerichtet
- Wilhelm Fellendorf (8. Februar 1904 – 1943), Kraftfahrer, Fallschirmspringer, auf Anweisung der Gestapo exekutiert
- Ernst Fiering (21. September 1887 – 23. April 1945), Werftarbeiter, Stülckenwerft; im KZ Neuengamme ohne Urteil gehängt (Stolperstein bei St. Georgs Kirchhof 2, Hamburg-St. Georg)

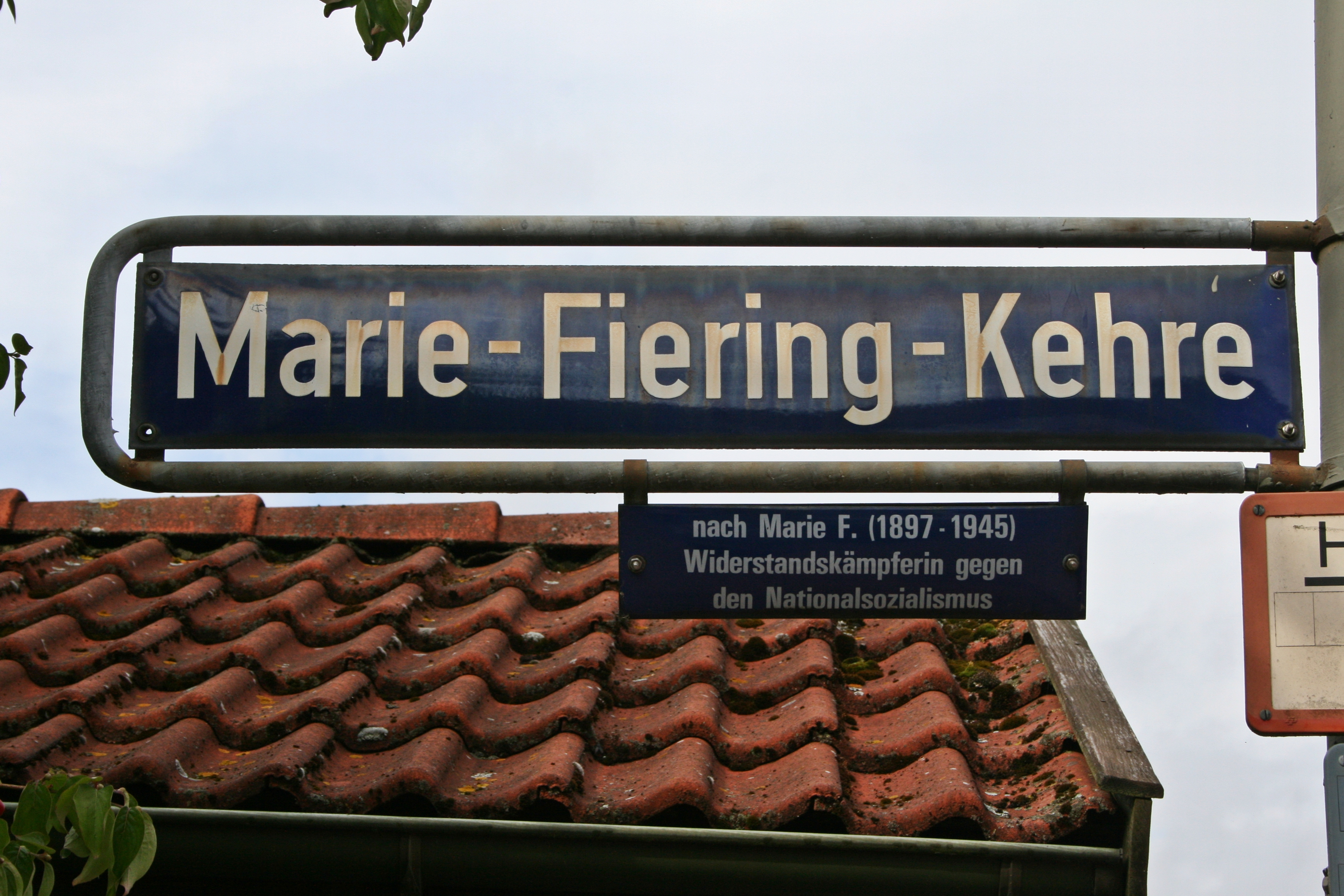
Marie-Fiering-Kehre in Hamburg-Allermöhe

- Marie Fiering (18. September 1897 – 21. April 1945), im KZ Neuengamme ohne Urteil gehängt (Stolperstein bei St. Georgs Kirchhof 2, Hamburg-St. Georg)
- Camillo Friede (2. September 1902 – 14. April 1945), Tapezierer, auf dem Transport von Celle nach Bützow-Dreibergen umgekommen (Stolperstein in der Ferdinandstraße 14, Hamburg-Altstadt)
- Kurt Friedrich (30. Mai 1903 – 13. August 1944), Volkswirt, im Polizeigefängnis Fuhlsbüttel erschlagen (Stolperstein in der Höltystraße 15, Hamburg-Uhlenhorst)

## G
- Walter Gersmann (5. Dezember 1914 – Ende 1942), Gärtner, Fallschirmspringer; auf Anweisung der Gestapo exekutiert
- Richard Gohert (6. Oktober 1895 – 18. November 1944), Maschinenschlosser, Krupp Harburg; an den Folgen der Haft gestorben (Stolpersteine in der Flebbestraße 50, Hamburg-Wilstorf und Seevestraße 1, Hamburg-Harburg)
- Walter Gross (30. März 1910 – Ende 1944), Dreher, in einer Strafkompanie an der Ostfront gefallen
- Otto Gröllmann (31. Juli 1902 – 12. Juli 2000), Atelierleiter und Bühnenbildner im Hamburger Thalia-Theater
- Otto Götzke (28. November 1890 – 13. April 1945), Werftarbeiter, Blohm & Voss; in einer Feldscheune in Gardelegen mit anderen Häftlingen durch SS-Angehörige verbrannt
- Wilhelm Guddorf, (20. Februar 1902 – 13. Mai 1943), Redakteur, zudem Mitglied der Roten Kapelle, im Gefängnis Plötzensee nach Urteil des Reichskriegsgerichts hingerichtet.

## H
- Alfons Hartmann (15. Mai 1915 – 9. Dezember 1943), Metallarbeiter (Siemens-Schluckert Montage auf der Howaldtswerft), in einer Bewährungskompanie in Italien gefallen
- Erich Heins (1. November 1907 – 26. Juni 1944), Schlosser, Blohm & Voss; nach Todesurteil des Volksgerichtshofs Hamburg im Untersuchungsgefängnis hingerichtet (Stolperstein in der Zeughausstraße 42, Hamburg-Neustadt)
- Helmut Heins (16. Januar 1911 – 30. März 1985), Maschinenschlosser; 6 Jahre Zuchthaus
- Richard Heller (26. Oktober 1908 – 6. Juli 1944), Bauarbeiter, nach Todesurteil des Volksgerichtshofs Hamburg im Untersuchungsgefängnis hingerichtet
- Tönnies Hellmann (29. September 1912 – 9. Oktober 2004)
- Helene Heyckendorf (15. November 1893 – 21. April 1945), Schneiderin, im KZ Neuengamme ohne Urteil gehängt (Stolperstein in der Vereinsstraße 59, Hamburg-Eimsbüttel)
- Max Heyckendorf (11. Juli 1896 – 20. Dezember 1979), Maschinenschlosser, Mitglied der KPD, organisierte Unterkünfte und Fluchtwege ins Ausland für politisch Verfolgte
- Hermann Hoefer (21. August 1868 – 13. Dezember 1945), Lehrer, an den Folgen der Haft gestorben (Stolperstein in der Eppendorfer Landstraße 74, Hamburg-Eppendorf und Rathausmarkt 1, Hamburg-Altstadt)
- August Hoffmann (unbekannt – 23. April 1945), im KZ Neuengamme ohne Urteil gehängt
- Hans Hornberger (12. Juli 1907 – 14. Februar 1944), Schlosser, Blohm & Voss; ohne Urteil im KZ Neuengamme gehängt (Stolperstein Kleiner Schäferkamp 48, Hamburg-Eimsbüttel)

## J
- Franz Jacob (9. August 1906 – 18. September 1944), Schlosser und Redakteur, im Zuchthaus Brandenburg nach Todesurteil des Volksgerichtshofs Berlin hingerichtet (Stolpersteine in der Jarrestraße 21, Hamburg-Winterhude und Rathausmarkt 1, Hamburg-Altstadt)
- Katharina Jacob (6. März 1907 – 23. August 1989), dritte Verhaftung im Juli 1944. Trotz Freispruchs Einlieferung in das KZ Ravensbrück, nach der Befreiung Tätigkeit als Lehrerin und Aktivität in der VVN und der DKP

## K
- Heinrich Kerpel (23. Mai 1903 – April 1945), Elektriker, Blohm & Voss; im Zuchthaus Bützow-Dreibergen umgekommen
- Rudolf Klug (8. Oktober 1905 – 28. März 1944), Lehrer, Soldat, in Beistfjord bei Narvik nach Todesurteil des Kriegsgerichts erschossen (Stolpersteine in der Curschmannstraße 39, Hamburg-Hoheluft-Ost und Barmbeker Straße 93, Hamburg-Winterhude)
- Karl Kock (16. Juni 1908 – 26. Juni 1944), Gummifacharbeiter, Phoenix Gummi Werke; nach Todesurteil des Volksgerichtshofs Hamburg im Untersuchungsgefängnis hingerichtet (Stolpersteine in der Wilstorfer Straße 4 vor dem Phoenixwerk und Am Mühlenfeld 107 in Hamburg-Harburg)
- Hans Köpke (30. November 1911 – 26. Juni 1944), Maschinenschlosser, Klöckner-Flugmotorenbau; nach Todesurteil des Volksgerichtshofs Hamburg im Untersuchungsgefängnis hingerichtet (Stolpersteine am Nagelsweg 93, Hamburg-Hammerbrook)

## L
- Käthe Latzke (8. Mai 1899 – 31. März 1945), Angestellte, im KZ Ravensbrück umgekommen
- Walter Leu (15. Oktober 1908 – 5. April 1944), Maschinenschlosser, zudem Mitglied der Saefkow-Jacob-Bästlein-Organisation, im Untersuchungsgefängnis Moabit umgekommen

## M
- Adolf Mahlmann (6. August 1876 – 28. Februar 1945), Rentner, im KZ Buchenwald umgekommen
- Otto Marquardt (17. August 1893 – 30. Oktober 1944), Schriftsetzer, zudem Mitglied der Saefkow-Jacob-Bästlein-Organisation, im Zuchthaus Brandenburg nach Todesurteil des Volksgerichtshofs Berlin hingerichtet
- Heinrich Matz (9. Oktober 1908 – 23. April 1945), Heizungsmonteur, im KZ Neuengamme ohne Urteil gehängt
- Otto Mende (10. Februar 1907 – 26. Juni 1944), Metallarbeiter, Kiehnwerft; nach Todesurteil des Volksgerichtshofs Hamburg im Untersuchungsgefängnis hingerichtet (Stolperstein am Billhorner Mühlenweg, Hamburg-Rothenburgsort)
- Gertrud Meyer  (* 21. Januar 1898 in Köln; 21. Dezember 1975 in Hamburg), Zwangsarbeiterin, ab Februar 1944 im Polizeigefängnis Fuhlsbüttel inhaftiert[3]
- Willi Milke (16. September 1896 – 12. Januar 1944), Arbeiter, Harburger Oelwerke (Hobum); Freitod im Zuchthaus Tegel nach Verkündung des Todesurteils (Stolpersteine in der Wilstorfer Straße 4 vor dem Phoenixwerk und in der Eddelbüttelstraße 24 in Hamburg-Harburg)
- Ernst Mittelbach (31. Dezember 1903 – 26. Juni 1944), Lehrer, nach Todesurteil des Volksgerichtshofs Hamburg im Untersuchungsgefängnis hingerichtet (Stolpersteine am Brekelbaums Park 10, Hamburg-Borgfelde und Wellingsbütteler Landstraße 186, Hamburg-Ohlsdorf)
- Otto Möller (5. April 1888 – 14. April 1945), Metallarbeiter, Blohm & Voss; auf dem Transport von Celle nach Bützow-Dreibergen umgekommen
- Herbert Moritz (24. März 1907 – 15. März 1995), Kunsttöpfer und Metallarbeiter; nach Beurlaubung aus der Untersuchungshaft im KZ Fuhlsbüttel untergetaucht

## N
- Hans Neumann (5. Oktober 1908 – 20. November 1944), Tischler, im Zuchthaus Brandenburg mit dem Fallbeil enthauptet

## P
- Heinz Priess (2. April 1920 – 12. März 1945), Konstrukteur, Blohm & Voss; im Zuchthaus Brandenburg nach Todesurteil des Volksgerichtshofs hingerichtet (Stolperstein in der Wellingsbütteler Landstraße 243, Hamburg-Ohlsdorf)
- Marie Priess, geb. Drews (13. September 1885 – 9. Januar 1983 in Reinbek Krs. Stormarn), verhaftet am 15. Oktober 1942 in Hamburg, im Oktober 1944 zum Tod verurteilt[4]

## Q
- August Quest (25. Februar 1886 – 28. April 1945), Former, im Zuchthaus Bützow-Dreibergen umgekommen (Stolperstein am Kapellenweg 15, Hamburg-Wilstorf)

## R
- Walter Reber (25. März 1891 – 26. Juni 1944), Kupferschmied, Blohm & Voss; nach Todesurteil des Volksgerichtshofs Hamburg im Untersuchungsgefängnis hingerichtet
- Franz Reetz (23. März 1884 – 23. April 1945), Binnenschiffer, Stülckenwerft; im KZ Neuengamme ohne Urteil gehängt (Stolperstein am Vierländer Damm, Hamburg-Rothenburgsort)
- Oskar Reincke (10. Januar 1907 – 10. Juli 1944), Quartiermacher, nach Todesurteil des Volksgerichtshofs Hamburg im Untersuchungsgefängnis hingerichtet

## S
- Kurt Schill (7. Juli 1911 – 14. Februar 1944), Chemigraf, Soldat; im KZ Neuengamme auf Anweisung der Gestapo gehängt (Stolperstein Bartelsstraße 53, Hamburg-Sternschanze)
- Max Anton Schlichting (8. Februar 1907 – 24. März 1945), im Zuchthaus Bützow-Dreibergen umgekommen (Stolperstein Hinterm Graben 11, Hamburg-Bergedorf; Zugehörigkeit zur Gruppe unklar)
- Adolf Schröder (6. Januar 1885 – 12. Januar 1945), Metallarbeiter, im KZ Neuengamme umgekommen (Stolperstein Bogenstraße 23, Hamburg-Eimsbüttel)
- Hermann Schween (18. Juni 1906 – 14. November 1979), Schlosser; 6 Jahre Zuchthaus
- Sinaida Strelzowa (ungekannt – 21. April 1945), Zwangsarbeiterin Stülckenwerft, im KZ Neuengamme ohne Urteil gehängt
- Wilhelm Stein (15. Mai 1895 – 26. Juni 1944), Ingenieur, Krupp Harburg; nach Todesurteil des Volksgerichtshofs Hamburg im Untersuchungsgefängnis hingerichtet (Stolpersteine Seevestraße 1, Hamburg-Harburg und Eißendorfer Pferdeweg 65, Hamburg-Heimfeld)
- Jonny Stüve (6. Februar 1902 – 25. Juli 1944), Schlosser, Blohm & Voss; im Polizeigefängnis Fuhlsbüttel erschlagen (Stolperstein Alter Teichweg 180, Hamburg-Dulsberg)

## T
- Käthe Tennigkeit (2. April 1903 – 20. April 1944), Angestellte, im Polizeigefängnis Fuhlsbüttel in den Tod getrieben (Stolperstein Moschlauer Kamp 24, Hamburg-Farmsen-Berne)
- Richard Tennigkeit (5. September 1900 – 12. Dezember 1944), Dreher, im KZ Neuengamme umgekommen (Stolperstein Moschlauer Kamp 24, Hamburg-Farmsen-Berne)
- Magda Thürey (4. März 1899 – 17. Juli 1945), Lehrerin, an den Folgen der Haft gestorben (Stolperstein Emilienstraße 30, Hamburg-Eimsbüttel)
- Paul Thürey (16. Juli 1903 – 26. Juni 1944), Maschinenbauer, Conz-Elektromotoren-Werke; nach Todesurteil des Volksgerichtshofs Hamburg im Untersuchungsgefängnis hingerichtet (Stolperstein Emilienstraße 30, Hamburg-Eimsbüttel)

## V
- Kurt Vorpahl (7. Mai 1905 – 26. Juni 1944), Schlosser, Blohm & Voss; nach Todesurteil des Volksgerichtshofs Hamburg im Untersuchungsgefängnis hingerichtet (Stolperstein Snitgerstieg 3, Hamburg-Horn)
- Oskar Voss (28. Dezember 1907 – 26. Juni 1944), Maschinenschlosser und Elektroschweißer, Howaldtswerke; nach Todesurteil des Volksgerichtshofs Hamburg im Untersuchungsgefängnis hingerichtet (Stolpersteine Holstenglacis 3 (Untersuchungshaftanstalt) und am letzten Wohnort in Hamburg-Neustadt: Jakobstraße 17, Ecke Böhmkenstraße)

## W
- Willi Warncke (22. Mai 1902 – Oktober 1943), Angestellter

## Z

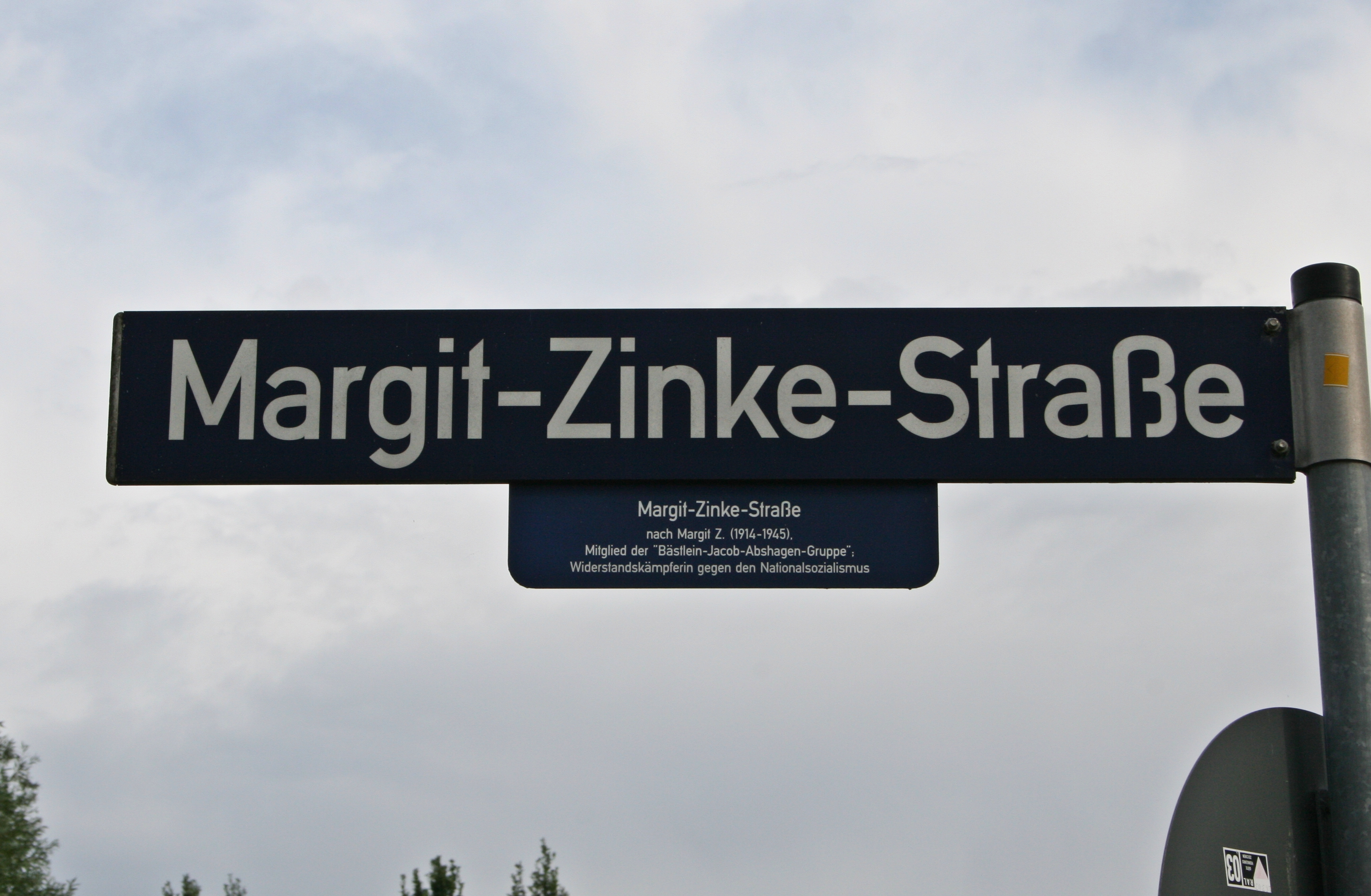
Margit-Zinke-Straße in Hamburg-Allermöhe

- Margit Zinke (18. Januar 1914 – 21. April 1945), im KZ Neuengamme ohne Urteil gehängt (Stolperstein am Falkenried 26, Hamburg-Hoheluft-Ost)
- Paul Zinke (8. März 1901 – 23. April 1945), Elektriker,  im KZ Neuengamme ohne Urteil gehängt (Stolperstein am Falkenried 26, Hamburg-Hoheluft-Ost)